# Церква Святого Роха (Париж)
48°51′55″ пн. ш. 2°19′57″ сх. д. / 48.865327° пн. ш. 2.332608° сх. д.
Церква Святого Роха, також Сен-Рок (фр. Église Saint-Roch) — римо-католицька церква в Парижі, присвячена святому Роху (Року), захиснику від чуми. Побудована між 1653 та 1740 роками. Розташована за адресою 284 Rue Saint-Honoré, в першому окрузі Парижа. Найближча станція метро — Пірамід.

## Історія
В 1521 торговець Жан Діношо побудував капелу на околиці Парижа, яку присвятив святій Сюзанні (Сусанні Римській. 1577 року його небіж Етьєн Діношо спорудив капелу й перетворив її на велику церкву. 1629 року вона стала парафіяльною церквою, після чого будівельні роботи були продовжені. Перший камінь нової церкви на честь святого Роха був закладений у 1653 році Людовіком XIV у супроводі його матері Анни Австрійської. Будівництво будівлі, яку спроєктував Жак Лемерсьє, було призупинено в 1660 році та відновилося в 1701 році під керівництвом архітектора Жака Ардуен-Мансара, брата відомішого архітектора Жуля Ардуен-Мансара. Будівництво було завершено 1754 року.
За часів Французької революції вулиці навколо церкви святого Роха часто опинялися у центрі подій і ставали місцями вуличних битв, що залишили свій слід на фасаді. Одним із таких епізодів був Вандем'єрський заколот, що виявився ключовою точкою в кар'єрі Наполеона Бонапарта. 1795 року біля стін церкви відбулися зіткнення членів революційних груп якобінців з роялістами (прихильниками короля). У роки революції церкву було розграбовано, багато витворів мистецтва було вкрадено або знищено повсталими городянами.
У XIX столітті архітектурний вигляд храму зазнав відновлення. Здобули колишню пишність інтер'єри церкви. 7 грудня 1914 року будівлі було надано статус історичної пам'ятки.

## Архітектура та твори мистецтва в інтер'єрі
Церква Сен-Рок є незвичайною спорудою: тринефною базилікою сильно видовженого плану з трансептом, що не виходить за загальну ширину нефів. Церква орієнтована також незвично, по осі північ-південь (через розташування ділянки між стародавніми фортечними мурами). Середохрестя перекрите куполом. Довжина церкви 126 метрів. Це один із найбільших храмів Парижа.
Фасад церкви, створений за проєктом Жака Лемерсьє, є характерним прикладом класичного бароко, або стилю Людовіка XIII. Композиція фасаду, згідно з постановами Тридентського собору, дотримується зразків, розроблених римськими архітекторами-єзуїтами, зокрема класичних прикладів фасадів церков ордена єзуїтів Церкви святого імені Ісуса та Сант-Іньяціо в Римі. Симетричний двоярусний фасад увінчаний трикутним фронтоном у центрі та волютами з боків. Типові для стилю римського бароко розкріплений антаблемент, розірваний фронтон, здвоєні колони, що виступає вперед центральної частини фасаду будівлі. Фасад добудував до 1730 Робер де Кот. На постаментах фасаду вміщено статуї святих Амвросія, Августина, Єроніма, Григорія, Женев'єви, Роха.
У 1653—1654 роках Лемерсьє побудував хор і трансепт, решту інтер'єру було завершено пізніше за його планом. Замість звичайної апсиди архітектор Ж. Ардуен-Мансар створив (з 1701) круглу в плані Капеллу Діви (Chapelle de la Vierge) з деамбулаторієм, завершену П'єром Булле в 1705—1710 роках (відновлена після руйнувань в XIX столітті).
У вівтарі Капели Діви встановили статую Мадонни роботи скульптора Е. М. Фальконе, а також групу Благовіщення (знищені під час революції). Пізніше замість втрачених творів у вівтарі поставили нову мармурову скульптурну групу: «Різдво Христове», перенесену в 1805 році з церкви Валь-де-Грас, так зване «Різдво Валь-де-Грас» (Nativité du Val-de-Grâce), твір скульптора М. Анг'є (1665). У верхній частині вівтарної композиції збереглася «Божественна Слава», твір Фальконе: трикутник Всевидящого ока, хмари, сяючі промені, усіяні головами херувимів, осіняють Святе Сімейство. Внизу, з обох боків вівтаря: статуї Святого Єроніма роботи Л.-С. Адама (1752) та Святої Варвари (бл. 1700 р.) невідомого скульптора. Купол капели в 1756 році розписав Ж.-Б.-М. П'єр сценою «Вознесіння Мадонни» (Assomption de la Vierge).
Уздовж бічних нефів розташовані ряди капел, що містять видатні витвори мистецтва французьких художників, скульпторів та живописців: А. Куазево, Г. Кусту, К. Віньйона, Ж.-Б. Лемуана, Е. Лесюера. Одна з капел присвячена святій Сусанні на згадку про церкву, яка раніше стояла на цьому місці.
В 1754 році до північної апсиди за проєктом Етьєна-Луї Булле прибудували зовнішню Капелу Голгофи (la chapelle dédiée au Calvaire). Раніше на цьому місці був цвинтар (у 1850 році Капелла Голгофи перетворена на Капеллу Катехизису). Фальконе створив для вівтаря капели Голгофи імітацію скелі з Розп'яттям Христа (скульптура не збереглася, замінена твором М. А. Ангьє).

## Меморіальні надгробки
У церкві було поховано багато видатних людей Франції. Більшість поховань зазнали руйнувань у роки революції. В окремих капелах збереглися лише деякі надгробки чи пам'ятні дошки. Серед великих імен:
- Андре Ленотр, архітектор (1700),
- Сезар де Вандом, адмірал Франції (1665),
- Мішель Анг'є, скульптор (1686),
- Франсуа Анг'є, скульптор (1669),
- П'єр Корнель, драматург (1684),
- Антуанетта Дезульєр, письменниця (1694)
- Антуан де Віль, королівський інженер (1640),
- графиня де Бройль-Ревель (1751),
- Клод Адріан Гельвецький, філософ (1771),
- Алексіс Пірон, драматург і поет (1773),
- Шарль П'єр Панден де Роммефор, підполковник, герой незалежність (1783),
- Дені Дідро, письменник і філософ-енциклопедист (1784),
- Поль Анрі Гольбах, письменник і філософ-просвітитель (1789),
- Шарль-Мішель де л'Епе, основоположник сурдопедагогіки (1789),
- Жан-Оноре (1806)[6].

У церкві розташовані гробниці графа де Грасса, Анрі де Лоррен-Аркура, Марії Терези Жоффрен і Марі-Анн де Бурбон, дочки Людовіка XIV.
В 1791 кілька гробниць були перенесені з монастиря якобінців на вулиці Сен-Оноре, коли він був переданий Якобінському клубу; серед них були гробниці маршала Франсуа де Крекі (1629—1687), розроблена Шарлем Лебреном і виконана Антуаном Куазево, і живописця П'єра Міньяра (1612—1695).
Серед інших відомих поховань можна згадати Сезара де Вандома (1664) та Рене Дюге-Труена (1736).
Серед тих, хто одружився в цій церкві, були маркіз де Сад, маркіз де Лафайєт і Себастьєн Ле Претр де Вобан.
Після невдалого польського повстання у листопаді 1830 року церква Святого Роха стала знана як «Польська церква» через те, що багато вигнанців відвідували там службу; серед них був і Фридерік Шопен (1810—1849), який нібито написав. тут Veni Creator Spiritus та грав цей католицький гімн на церковному органі під час меси.
18 листопада 1880 року в церкві Святого Роха уклали шлюб принц Ролан Бонапарт і Марі-Фелікс Блан.
У 1825 році в церкві була виконана меса, написана Гектором Берліоз.